# Konosuke Takeshita
Konosuke Takeshita (竹下 幸之介, Takeshita Kōnosuke; Osaka, 29 de maio de 1995) (estilizado em letras maiúsculas) é um lutador profissional japonês. Ele está sob contrato com a promoção japonesa DDT Pro-Wrestling (DDT) e também com a promoção americana All Elite Wrestling (AEW). Takeshita também faz aparições na New Japan Pro-Wrestling (NJPW). Na AEW, ele é membro da Don Callis Family e foi uma vez campeão internacional da AEW.
Ele foi nomeado Rookie of the Year (Novato do Ano) pela Tokyo Sports em 2013 e é o campeão KO-D Openweight mais jovem da história e detentor do título por cinco vezes, tendo vencido o cinturão em seu 21º aniversário. Na DDT, ele também é quatro vezes campeão KO-D de duplas, cinco vezes campeão KO-D de trios, quatro vezes campeão Ironman Heavymetalweight, vencedor da Ultimate Tag League em 2021, duas vezes vencedor do torneio King of DDT (2019 e 2021) e vencedor por duas vezes do D-Oh Grand Prix (2019 e 2021 II), recordando o feito com duas vitórias no torneio. Ele assinou com a AEW em novembro de 2022, sendo atualmente gerenciado por Don Callis, e conquistou o Campeonato Internacional da AEW em outubro de 2024.

## Carreira na luta livre profissional

### DDT Pro-Wrestling (2012–presente)

#### Primeiros anos (2012–2017)
Takeshita, com um histórico esportivo em atletismo, começou seu treinamento para uma carreira no wrestling profissional em 2011 com a promoção DDT Pro-Wrestling. Takeshita era fã de wrestling profissional desde criança e, aos 12 anos, havia assistido a um show da DDT, onde foi beijado pelo lutador Danshoku Dino. Em 1º de abril de 2012, a DDT anunciou que Takeshita faria sua estreia na promoção em 18 de agosto no Nippon Budokan, em Tóquio. Antes de sua luta de estreia, Takeshita participou de combates-exibição. Durante um desses combates em 4 de agosto, Takeshita obteve uma vitória surpresa sobre Hiroshi Fukuda, conquistando o Campeonato Ironman Heavymetalweight no processo. O título tinha uma regra 24/7, significando que poderia ser conquistado a qualquer hora e em qualquer lugar. Enquanto era parabenizado pelo diretor geral da DDT, Amon Tsurumi, por vencer sua primeira luta antes de sua estreia oficial, Takeshita foi surpreendido por um golpe baixo de Fukuda, que então o fez um pinfall para recuperar o título.
Em 18 de agosto de 2012, Takeshita foi derrotado por El Generico em sua luta de estreia oficial. Em 25 de novembro, Takeshita fez o pinfall em Poison Sawada Julie em sua luta de aposentadoria, uma luta de trios. No final de 2013, o Tokyo Sports nomeou Takeshita o Novato do Ano da luta livre profissional japonesa, tornando-se o primeiro lutador ainda no ensino médio a ganhar o prêmio. Ele também ficou em segundo lugar na categoria de Novato do Ano do Wrestling Observer Newsletter, perdendo para Yohei Komatsu por quatro votos (906–902).

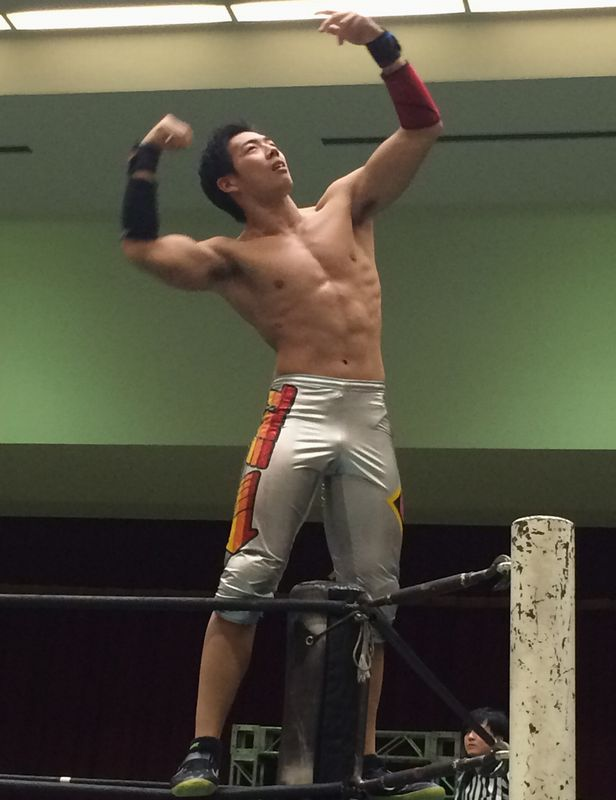
Takeshita em novembro de 2014.

Em 26 de janeiro de 2014, Takeshita teve sua primeira oportunidade pelo título do King of DDT (KO-D), quando ele e Tetsuya Endo desafiaram pelo Campeonato de Duplas KO-D em uma luta three-way de três equipes, que foi vencida pelos Golden☆Lovers (Kenny Omega e Kota Ibushi), com Isami Kodaka e Yuko Miyamoto também participando. Em 6 de maio, Takeshita se uniu a Antonio Honda para formar o grupo "Happy Motel". Os dois eventualmente foram acompanhados por Tetsuya Endo, com quem venceram o Campeonato de Duplas KO-D 6-Man ao derrotarem o Shuten-dōji (Kudo, Masa Takanashi e Yukio Sakaguchi) em 13 de julho. Eles perderam o título de volta para o Shuten-dōji sete dias depois.
Em 17 de agosto, Takeshita participou de uma luta interpromocional de alto perfil, quando foi derrotado pelo representante da New Japan Pro-Wrestling (NJPW) Hiroshi Tanahashi no evento anual da DDT, no Ryōgoku Kokugikan. Em 28 de setembro, Takeshita e Endo derrotaram Kenny Omega e Kota Ibushi para conquistar o Campeonato de Duplas KO-D pela primeira vez. Depois disso, Omega apelidou Takeshita de "Futuro da DDT". Takeshita e Endo perderiam o título para Daisuke Sekimoto e Yuji Okabayashi em 15 de fevereiro de 2015. No mês seguinte, Takeshita chegou à final do torneio King of DDT 2015, mas foi derrotado por Yukio Sakaguchi. Em 23 de dezembro, Takeshita e Endo derrotaram Shigehiro Irie e Yuji Okabayashi na final de um torneio para reconquistar o Campeonato de Duplas KO-D que estava vago.
Com Kudo afastado devido a uma lesão e Kota Ibushi anunciando sua saída da DDT, Takeshita estava pronto para assumir um papel maior na promoção. Em 3 de janeiro de 2016, ele recebeu sua primeira chance pelo título principal da DDT, o Campeonato KO-D Openweight, mas foi derrotado pelo então campeão, Isami Kodaka. Em 21 de março, Takeshita e Endo perderam o Campeonato de Duplas KO-D para Daisuke Sasaki e Shuji Ishikawa. Em 29 de maio, no seu 21º aniversário, Takeshita derrotou Daisuke Sasaki para conquistar o Campeonato KO-D Openweight pela primeira vez. Com a vitória, Takeshita se tornou o campeão mais jovem da história do KO-D Openweight, quebrando o recorde anterior de Nosawa Rongai por três anos e seis meses. Em 15 de junho, Takeshita fez sua estreia na All Japan Pro Wrestling (AJPW), fazendo parceria com Tetsuya Endo em uma luta de duplas, onde derrotaram Jun Akiyama e Yuma Aoyagi. Em 17 de julho, Takeshita defendeu com sucesso o Campeonato KO-D Openweight contra seu parceiro de duplas Tetsuya Endo. Após a luta, Endo virou-se contra Takeshita e se juntou ao grupo Damnation de Daisuke Sasaki. Após três defesas bem-sucedidas de título, Takeshita perdeu o Campeonato KO-D Openweight para Shuji Ishikawa em 28 de agosto, no maior evento do ano da DDT, o Ryōgoku Peter Pan. Em 4 de dezembro, Takeshita e Mike Bailey derrotaram Daisuke Sasaki e Tetsuya Endo para conquistar o Campeonato de Duplas KO-D. Eles perderiam o título para Masakatsu Funaki e Yukio Sakaguchi na segunda defesa em 9 de janeiro de 2017.

#### All Out (2017–2021)
Em 29 de janeiro, Takeshita derrotou Kudo na final de um torneio para se tornar o desafiante número um ao Campeonato KO-D Openweight. No Judgement, Takeshita derrotou Harashima para conquistar o Campeonato KO-D Openweight pela segunda vez. No mês seguinte, Takeshita e Akito formaram um novo grupo chamado "All Out". Em 20 de agosto, no Ryōgoku Peter Pan de 2017, Takeshita fez sua sétima defesa bem-sucedida do Campeonato KO-D Openweight contra Tetsuya Endo, vencedor do King of DDT de 2017. Em 22 de outubro, Takeshita estabeleceu um novo recorde de defesas bem-sucedidas do título ao realizar sua nona defesa contra Danshoku Dino. Em 2 de novembro, Takeshita se tornou um campeão duplo, quando ele e seus companheiros de grupo do All Out, Akito e Diego, derrotaram a equipe Damnation (Daisuke Sasaki, Mad Paulie e Shuji Ishikawa) para conquistar o Campeonato KO-D 6-Man Tag Team Championship que estava vago. Em 28 de novembro, Takeshita e Yuki Ueno venceram a edição cross-promocional do Differ Cup de 2017 ao derrotarem a equipe da Pro Wrestling Noah, composta por Hitoshi Kumano e Katsuhiko Nakajima, na final. Esse foi o primeiro Differ Cup realizado em 10 anos. Em 10 de dezembro, o All Out perdeu o Campeonato KO-D 6-Man Tag Team Championship para o Shuten-dōji.
Em janeiro de 2018, Takeshita competiu na primeira edição do D-Oh Grand Prix, fazendo parte do Bloco A. Ele terminou com 7 pontos, não conseguindo avançar para a final. Em 25 de março, no Judgement, Takeshita alcançou sua 11ª defesa bem-sucedida do Campeonato KO-D Openweight ao derrotar Shuji Ishikawa. No mês seguinte, em 29 de abril, ele perdeu o título para Shigehiro Irie no evento Max Bump. Em 26 de junho, Takeshita, Akito e Shunma Katsumata derrotaram Koju Takeda, Kota Umeda e Yuki Ueno para conquistar o Campeonato KO-D 6-Man Tag Team Championship. Em 30 de dezembro, Takeshita venceu o D-Oh Grand Prix 2019 ao derrotar Go Shiozaki na final.

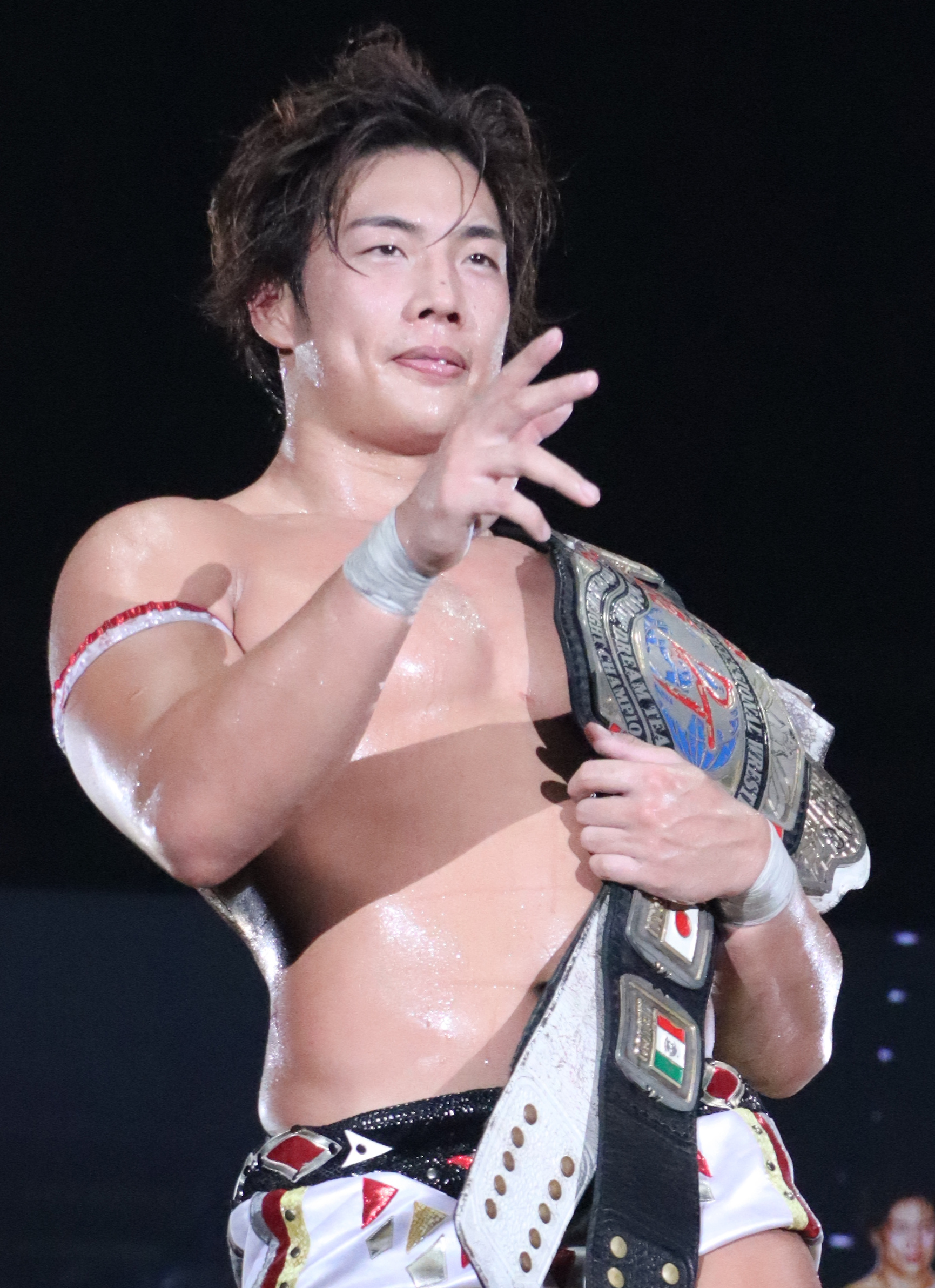
Takeshita em julho de 2019 durante seu quarto reinado com o KO-D Openweight Championship.

Em 17 de fevereiro de 2019, no Judgement, Takeshita derrotou Daisuke Sasaki para conquistar seu terceiro Campeonato KO-D Openweight. Em 4 de abril, no DDT Is Coming to America, Takeshita perdeu o título para Daisuke Sasaki. Posteriormente, Tetsuya Endo usou seu contrato "Right To Challenge Anytime, Anywhere" para conquistar o título. Em 19 de maio, Takeshita derrotou Soma Takao na final do torneio King of DDT de 2019, tornando-se o desafiante número um ao Campeonato KO-D Openweight, que na época estava com Endo. Em 24 de junho, juntamente com seus companheiros de grupo do All Out, Shunma Katsumata e Yuki Iino, ele conquistou o Campeonato KO-D 6-Man Tag Team ao derrotarem Chihiro Hashimoto, Dash Chisako e Meiko Satomura. Em 15 de julho, no Wrestle Peter Pan, Takeshita conquistou novamente o Campeonato KO-D Openweight ao derrotar Tetsuya Endo.
Em 23 de fevereiro de 2020, no Into The Fight, Takeshita foi derrotado por Chris Brookes em uma luta para coroar o primeiro campeão DDT Universal. Em 22 de março, ele perdeu o Campeonato KO-D 6-Man Tag Team para a equipe formada por Tetsuya Endo, T-Hawk e El Lindaman no Judgement. Na primeira noite do Wrestle Peter Pan, em 6 de junho, Takeshita derrotou Yoshihiko em uma luta cinematográfica Last Man Standing, uma paródia da "Luta Boneyard" entre AJ Styles e The Undertaker na WrestleMania 36. Em agosto, Takeshita entrou no Torneio King of DDT, derrotando Naomi Yoshimura e El Lindaman para avançar para as quartas de final, onde foi eliminado por Kazusada Higuchi. Entre novembro e dezembro, Takeshita participou do D-Oh Grand Prix 2021, onde venceu seu bloco com um recorde de quatro vitórias e duas derrotas, avançando para a final. Em 27 de dezembro, Takeshita foi derrotado por Jun Akiyama na final do torneio.
No início de 2021, Takeshita anunciou que o grupo All Out seria desfeito, com a última luta do grupo ocorrendo em 12 de março, em um evento especial produzido pelo All Out. A luta de despedida foi uma luta de duplas, onde Takeshita e Akito venceram Shunma Katsumata e Yuki Iino.

#### The37Kamiina; Aparições esporádicas (2021–presente)
Em 28 de março, no pré-show do Judgement, Takeshita e Katsumata foram anunciados como participantes da Ultimate Tag League 2021, onde representariam seu novo grupo The37Kamiina. Eles venceram a liga ao derrotarem Daisuke Sasaki e Yuji Hino em uma luta desempate em 27 de maio. Em 26 de junho, na Summer Vacation Tour in Osaka, Takeshita e Katsumata derrotaram Smile Pissari (Harashima e Yuji Okabayashi) para conquistar o Campeonato de Duplas KO-D. Takeshita então participou do King of DDT Tournament de 2021, onde derrotou Akito, Mao e Daisuke Sasaki para chegar à final. Nas finais, em 4 de julho, Takeshita derrotou Yuji Hino, tornando-se o quarto lutador a vencer duas edições do torneio. No Wrestle Peter Pan, em 21 de agosto, Takeshita derrotou Jun Akiyama para conquistar o Campeonato KO-D Openweight pela quinta vez em sua carreira. Mais tarde, Takeshita deixou o The37Kamiina após se tornar heel na AEW em 2023.
Em 27 de julho de 2023, no Wrestle Peter Pan, Takeshita derrotou seu ex-companheiro de grupo no The37Kamiina, Yuki Ueno. Em 12 de novembro, no Ultimate Party, Takeshita foi derrotado por Chris Jericho, com quem estava em uma rivalidade na AEW.

### All Elite Wrestling (2021–presente)

#### Primeiras aparições (2021–2023)
Durante o primeiro evento não televisionado da All Elite Wrestling, chamado "The House Always Wins", Takeshita fez sua estreia na empresa em uma luta de quintetos. Ele fez equipe com membros do The Elite, incluindo o campeão mundial da AEW Kenny Omega, os ex-campeões mundiais de duplas da AEW, The Young Bucks, junto com Michael Nakazawa. Eles perderam a luta para uma equipe composta pelo Death Triangle (Pac, Penta El Zero Miedo e Rey Fenix) e os irmãos Mike e Matt Sydal. Na segunda-feira seguinte, Takeshita fez sua estreia no YouTube para a AEW no Dark: Elevation, vencendo um combate contra Danny Limelight.
Takeshita retornou à AEW no episódio de AEW Dark: Elevation em 25 de abril de 2022, onde derrotou Brandon Cutler. No episódio de 4 de maio do AEW Dynamite, ele foi desafiado por Jay Lethal para lutar contra ele no próximo episódio do AEW Rampage. No episódio de 6 de maio de 2022 do AEW Rampage, Lethal derrotou Takeshita com a ajuda de seu manager Sonjay Dutt e Satnam Singh. No Dynamite de 18 de maio, Takeshita foi derrotado pelo campeão mundial da AEW, "Hangman" Adam Page, em uma luta individual sem o título em jogo, que foi amplamente elogiada pelos críticos de wrestling. Takeshita continuou a conquistar vitórias no Elevation. No episódio de 6 de julho do Rampage, Takeshita perdeu para Eddie Kingston. As impressionantes lutas de Takeshita até esse momento lhe renderam uma luta Eliminator pelo Campeonato Mundial Interino da AEW contra o então campeão interino Jon Moxley no episódio especial de 13 de julho do Dynamite, intitulado Fyter Fest, onde ele perdeu. No Battle of the Belts III, em agosto, Takeshita lutou contra Claudio Castagnoli pelo Campeonato Mundial da ROH, mas foi derrotado. Em 19 de novembro, foi confirmado que Takeshita havia assinado com a AEW, após sua luta contra Eddie Kingston e Ortiz, mantendo seu contrato com a DDT.

#### The Don Callis Family (2023–presente)
No Double or Nothing em 28 de maio, Takeshita se aliou com Don Callis após atacarem Kenny Omega nos momentos finais de sua luta contra o Blackpool Combat Club, formando a Don Callis Family e se tornando heel no processo. No Blood and Guts, Takeshita, junto com PAC e o Blackpool Combat Club, foi derrotado pelo The Elite na luta homônima do evento, onde tanto Takeshita quanto PAC abandonaram o Blackpool Combat Club durante a luta. Takeshita mais tarde derrotaria Omega três vezes em pay-per-views no espaço de dois meses: em uma luta de trios no All In, em uma luta individual no All Out e em outra luta de trios no WrestleDream. A luta no All Out foi classificada com cinco estrelas por Dave Meltzer, do Wrestling Observer Newsletter, marcando a primeira luta de Takeshita a receber tal avaliação. Após Omega ser forçado a fazer uma pausa devido ao diagnóstico de diverticulite, Takeshita e a Don Callis Family continuaram a rivalidade com Chris Jericho, com quem Omega estava aliado. No Worlds End em 30 de dezembro, Takeshita fez equipe com seus companheiros da Don Callis Family, Powerhouse Hobbs, Ricky Starks e Big Bill, mas foram derrotados por Jericho, Sammy Guevara, Sting e Darby Allin.
No episódio de 7 de fevereiro de 2024 do Dynamite, Takeshita derrotou Chris Jericho, encerrando sua rivalidade e vingando sua derrota anterior para ele na DDT. Em 7 de setembro, no All Out, Takeshita não conseguiu conquistar o Campeonato Continental da AEW em uma luta four-way, que foi vencida por Kazuchika Okada, que manteve o título. Durante a luta pelo Campeonato Internacional da AEW entre Will Ospreay e Ricochet no episódio de quinto aniversário do Dynamite em 2 de outubro, Takeshita atacou ambos os lutadores, fazendo com que a luta terminasse em um no contest. Em 12 de outubro, no WrestleDream, Takeshita derrotou Ospreay e Ricochet em uma luta three-way para conquistar o Campeonato Internacional pela primeira vez, sendo também seu primeiro título na AEW. Em 23 de novembro, no Full Gear, Takeshita defendeu com sucesso seu título contra Ricochet.

### New Japan Pro-Wrestling (2024–presente)
De 20 de julho a 12 de agosto, Takeshita participou do G1 Climax de 2024 da New Japan Pro-Wrestling, seu primeiro torneio G1 Climax. Em 14 de agosto, ele terminou o torneio com um recorde de cinco vitórias e quatro derrotas, avançando para a luta do playoff do bloco B para decidir os semifinalistas do torneio. Em 15 de agosto, Takeshita foi derrotado por Yota Tsuji na luta de playoff, não conseguindo avançar para as semifinais do torneio. Em 8 de novembro, no Fighting Spirit Unleashed, Takeshita defendeu com sucesso seu Campeonato Internacional da AEW contra TJP. Após a luta, ele fez um desafio aberto a qualquer lutador para enfrentá-lo pelo título no Tokyo Dome no Wrestle Kingdom 19 e no Wrestle Dynasty, desafio que foi aceito por Shingo Takagi e Tomohiro Ishii.

## Vida pessoal
Em fevereiro de 2014, Takeshita foi admitido na Nippon Sport Science University. Em junho de 2014, ele assinou contrato com a agência de talentos Oscar Promotion. Seus hobbies incluem levantamento de peso e bodybuilding. Takeshita afirmou que seu objetivo era participar dos Jogos Olímpicos de Verão de 2020 como decatleta.

## Títulos e prêmios
- All Elite Wrestling

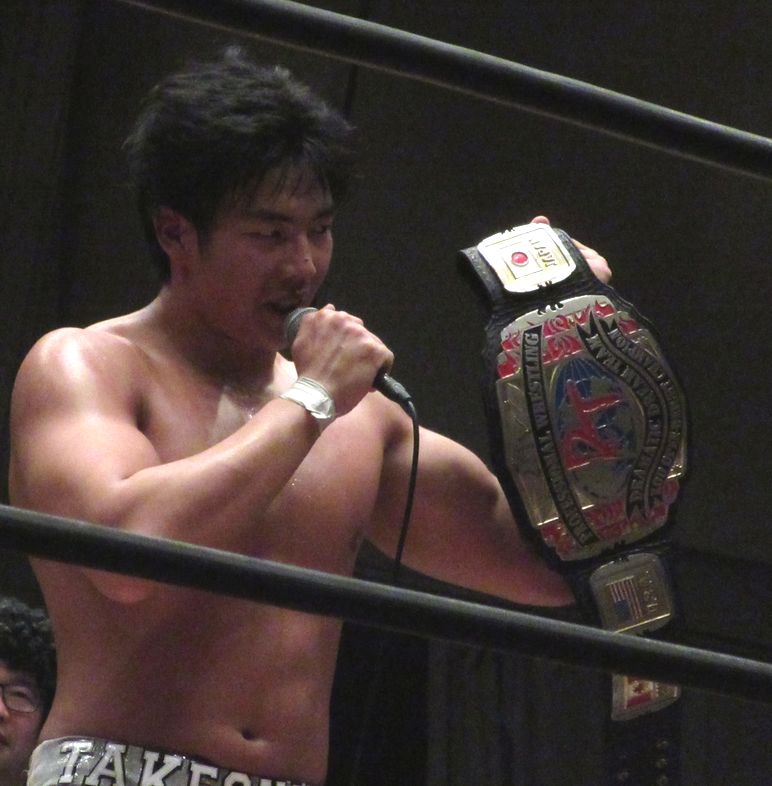
Takeshita segurando o cinturão do KO-D Openweight Championship em maio de 2016.

- Campeonato Internacional da AEW (1 vez)

- DDT Pro-Wrestling

- Ironman Heavymetalweight Championship (4 vezes)
- KO-D 6-Man Tag Team Championship (5 vezes) – com Antonio Honda e Tetsuya Endo (1), Akito e Diego (1), Akito e Shunma Katsumata (1), Akito e Yuki Iino (1), e Shunma Katsumata e Yuki Iino (1)
- KO-D Openweight Championship (5 vezes)
- KO-D Tag Team Championship (4 vezes) – com Tetsuya Endo (2), Mike Bailey (1) e Shunma Katsumata  (1)
- KO-D Openweight Championship Challenger Decision Tournament (2017)
- KO-D Tag Team Championship Tournament (2015) – com Tetsuya Endo
- D-Oh Grand Prix (2019, 2021 II)
- King of DDT Tournament (2019, 2021)
- Ultimate Tag League (2021) – com Shunma Katsumata

- Deadlock Pro-Wrestling

- DPW Awards (2 vezes)
  - Momento do Ano (2022)
  - Luta do Ano (2022) – vs. Andrew Everett no Believe The Hype

- ESPN
  - ESPN o colocou em #8º dos 30 melhores lutadores profissionais com menos de 30 anos em 2023[105]
- Japan Indie Awards

- Prêmio de Melhor Luta (2014) com Tetsuya Endo vs. Kenny Omega e Kota Ibushi em 28 de setembro
- Prêmio de MVP (2021)

- Pro Wrestling Illustrated
  - PWI o colocou na #59ª posição dos 500 melhores lutadores individuais no PWI 500 em 2022[107]
  - PWI o colocou na #126ª posição dos 500 melhores lutadores individuais no PWI 500 em 2023[108]
  - PWI o colocou na #67ª posição dos 500 melhores lutadores individuais no PWI 500 em 2024[109]
- Tokyo Sports

- Prêmio Espírito de Luta (2021)
- Prêmio Revelação (2013)

- Toshikoshi Puroresu

- Shuffle Tag Tournament (2015) – com Daisuke Sekimoto
- Shuffle Tag Tournament (2017) – com Hideki Suzuki
- Toshiwasure! Shuffle Tag Tournament (2018) – com Yuko Miyamoto

- Outras conquistas

- Differ Cup (2017) – com Yuki Ueno

- Wrestling Observer Newsletter
  - Mais Subestimado (2022) [116][117]